# We Found Love

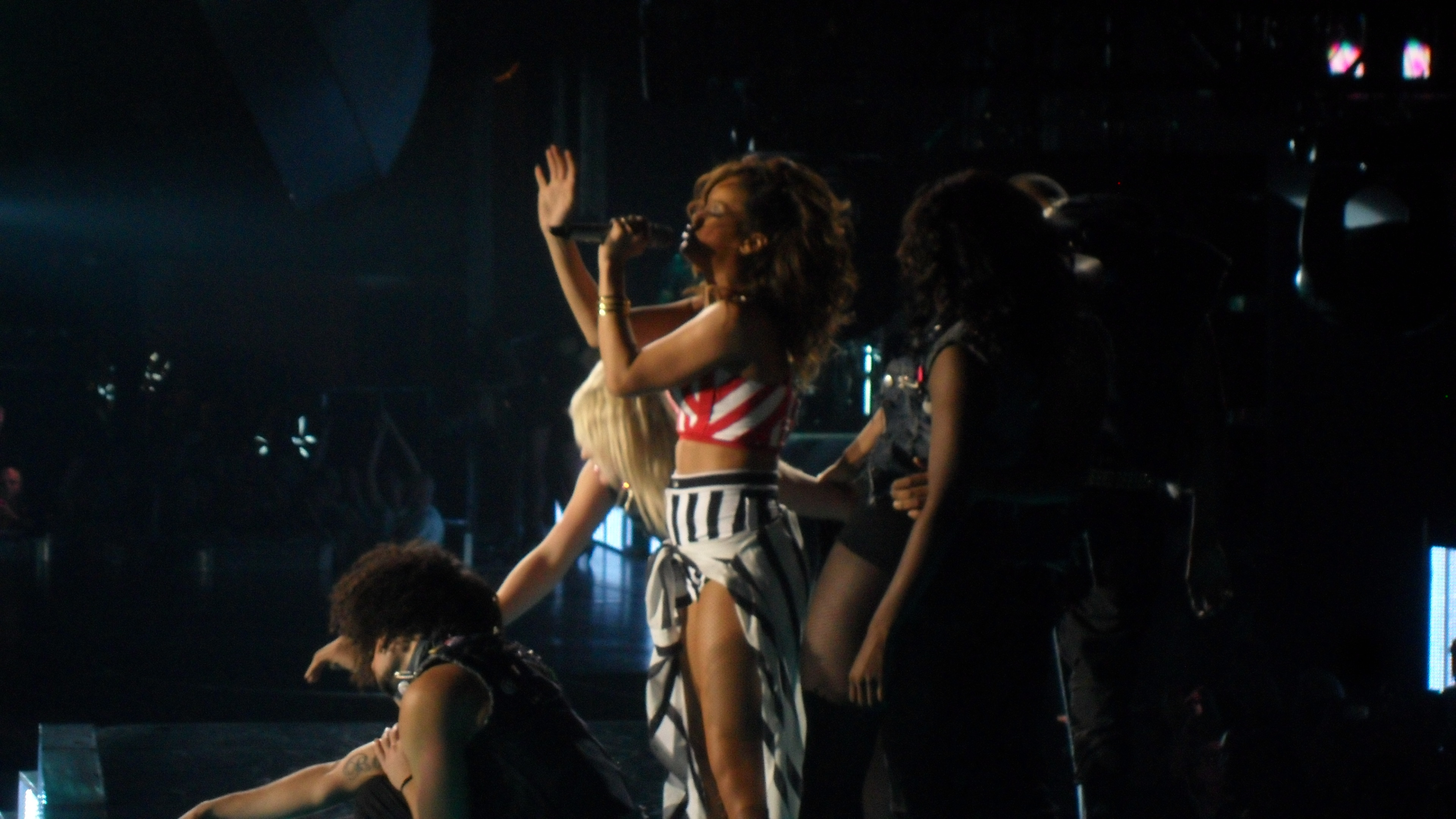
Rihanna zingt We Found Love tijdens een optreden in Birmingham in 2011

We Found Love is een nummer van de Barbadiaanse zangeres Rihanna van haar zesde studioalbum Talk That Talk. De single werd geproduceerd door Calvin Harris. We Found Love ging op 22 september 2011 in première op KIIS-FM. Het nummer werd officieel uitgebracht op 11 oktober 2011. De single heeft 14 weken op 1 gestaan in de United World Chart en is daarmee Rihanna's grootste internationale hit.

## Achtergrondinformatie
Het nummer werd door Radio 538 op 23 september 2011 als Dancesmash en op 30 september 2011 als Alarmschijf uitgeroepen. In de Nederlandse Top 40 heeft dit nummer twee records gebroken: van de singles die nooit verder dan de derde positie kwamen, heeft deze er het langst gestaan. Ook heeft dit nummer het langst onafgebroken op deze plek gestaan, namelijk acht weken. Op de officiële remix van het nummer rapt Flo Rida mee.
De Nederlandse band Pioneers of Love speelde een cover bij Giel Beelen.

## Videoclip
Op 27 september zorgde Rihanna voor opschudding door zonder toestemming van een Ierse boer in lingerie door zijn graanveld te dansen voor de opname van de clip. Later stemde hij toe nadat hij met haar had gesproken, maar had geen idee wie de zangeres was. In de clip speelt de Britse boxer Dudley O'Shaughnessy haar geliefde en tegenspeler. 
De videoclip ging in oktober in première. In een monoloog aan het begin spreekt een dame die zegt dat liefde ook haar slechte kanten geeft. In de clip zien we Rihanna met O'Shaughnessy gaat winkelen, skaten, fietsen en experimenteren met drank en drugs. Haar geliefde in de clip brengt Rihanna eigenlijk op het slechte pad. Zo krijgt Rihanna een beroerte van een overdosis drugs en geeft ze over op straat. Calvin Harris, de producer van de single, heeft een gastrol in de videoclip. De clip had na twee maanden honderd miljoen views op YouTube.

## Awards en nominaties
Een overzicht van de belangrijkste awards en nominaties die de artiesten en schrijvers kregen voor We Found Love.
| Year | Ceremony                         | Award                       | Result      |
| ---- | -------------------------------- | --------------------------- | ----------- |
| 2012 | Billboard Music Awards           | Top Radio Song              | Genomineerd |
| 2012 | International Dance Music Awards | Best R&B/Urban Dance Track  | Gewonnen    |
| 2012 | MTV Video Music Awards           | Video Of The Year           | Gewonnen    |
| 2012 | MTV Video Music Awards           | Best Female Video           | Genomineerd |
| 2012 | MTV Video Music Awards           | Best Pop Video              | Genomineerd |
| 2012 | MTV Europe Music Awards          | Best Video                  | Genomineerd |
| 2012 | MTV Europe Music Awards          | Best Song                   | Genomineerd |
| 2012 | NRJ Music Awards                 | Best International Song     | Genomineerd |
| 2013 | 55e Grammy Awards                | Best Short Form Music Video | Gewonnen    |

## Hitnoteringen

### Nederlandse Top 40
| Hitnotering: 08-10-2011 t/m 03-03-2012 | Hitnotering: 08-10-2011 t/m 03-03-2012 | Hitnotering: 08-10-2011 t/m 03-03-2012 | Hitnotering: 08-10-2011 t/m 03-03-2012 | Hitnotering: 08-10-2011 t/m 03-03-2012 | Hitnotering: 08-10-2011 t/m 03-03-2012 | Hitnotering: 08-10-2011 t/m 03-03-2012 | Hitnotering: 08-10-2011 t/m 03-03-2012 | Hitnotering: 08-10-2011 t/m 03-03-2012 | Hitnotering: 08-10-2011 t/m 03-03-2012 | Hitnotering: 08-10-2011 t/m 03-03-2012 | Hitnotering: 08-10-2011 t/m 03-03-2012 | Hitnotering: 08-10-2011 t/m 03-03-2012 | Hitnotering: 08-10-2011 t/m 03-03-2012 | Hitnotering: 08-10-2011 t/m 03-03-2012 | Hitnotering: 08-10-2011 t/m 03-03-2012 | Hitnotering: 08-10-2011 t/m 03-03-2012 | Hitnotering: 08-10-2011 t/m 03-03-2012 | Hitnotering: 08-10-2011 t/m 03-03-2012 | Hitnotering: 08-10-2011 t/m 03-03-2012 | Hitnotering: 08-10-2011 t/m 03-03-2012 | Hitnotering: 08-10-2011 t/m 03-03-2012 | Hitnotering: 08-10-2011 t/m 03-03-2012 | Hitnotering: 08-10-2011 t/m 03-03-2012 |
| Week:                                  | 1                                      | 2                                      | 3                                      | 4                                      | 5                                      | 6                                      | 7                                      | 8                                      | 9                                      | 10                                     | 11                                     | 12                                     | 13                                     | 14                                     | 15                                     | 16                                     | 17                                     | 18                                     | 19                                     | 20                                     | 21                                     | 22                                     |                                        |
| -------------------------------------- | -------------------------------------- | -------------------------------------- | -------------------------------------- | -------------------------------------- | -------------------------------------- | -------------------------------------- | -------------------------------------- | -------------------------------------- | -------------------------------------- | -------------------------------------- | -------------------------------------- | -------------------------------------- | -------------------------------------- | -------------------------------------- | -------------------------------------- | -------------------------------------- | -------------------------------------- | -------------------------------------- | -------------------------------------- | -------------------------------------- | -------------------------------------- | -------------------------------------- | -------------------------------------- |
| Positie:                               | 14                                     | 3                                      | 3                                      | 3                                      | 3                                      | 3                                      | 3                                      | 3                                      | 3                                      | 4                                      | 4                                      | 5                                      | 7                                      | 10                                     | 14                                     | 14                                     | 16                                     | 16                                     | 15                                     | 17                                     | 24                                     | 35                                     | uit                                    |

### NederlandseSingle Top 100
| Hitnotering: 01-10-2011 t/m 19-05-2012 | Hitnotering: 01-10-2011 t/m 19-05-2012 | Hitnotering: 01-10-2011 t/m 19-05-2012 | Hitnotering: 01-10-2011 t/m 19-05-2012 | Hitnotering: 01-10-2011 t/m 19-05-2012 | Hitnotering: 01-10-2011 t/m 19-05-2012 | Hitnotering: 01-10-2011 t/m 19-05-2012 | Hitnotering: 01-10-2011 t/m 19-05-2012 | Hitnotering: 01-10-2011 t/m 19-05-2012 | Hitnotering: 01-10-2011 t/m 19-05-2012 | Hitnotering: 01-10-2011 t/m 19-05-2012 | Hitnotering: 01-10-2011 t/m 19-05-2012 | Hitnotering: 01-10-2011 t/m 19-05-2012 | Hitnotering: 01-10-2011 t/m 19-05-2012 | Hitnotering: 01-10-2011 t/m 19-05-2012 | Hitnotering: 01-10-2011 t/m 19-05-2012 | Hitnotering: 01-10-2011 t/m 19-05-2012 | Hitnotering: 01-10-2011 t/m 19-05-2012 | Hitnotering: 01-10-2011 t/m 19-05-2012 |
| Week:                                  | 1                                      | 2                                      | 3                                      | 4                                      | 5                                      | 6                                      | 7                                      | 8                                      | 9                                      | 10                                     | 11                                     | 12                                     | 13                                     | 14                                     | 15                                     | 16                                     | 17                                     | 18                                     |
| -------------------------------------- | -------------------------------------- | -------------------------------------- | -------------------------------------- | -------------------------------------- | -------------------------------------- | -------------------------------------- | -------------------------------------- | -------------------------------------- | -------------------------------------- | -------------------------------------- | -------------------------------------- | -------------------------------------- | -------------------------------------- | -------------------------------------- | -------------------------------------- | -------------------------------------- | -------------------------------------- | -------------------------------------- |
| Positie:                               | 8                                      | 3                                      | 4                                      | 3                                      | 3                                      | 4                                      | 4                                      | 5                                      | 6                                      | 5                                      | 4                                      | 8                                      | 10                                     | 17                                     | 12                                     | 21                                     | 27                                     | 27                                     |
| Week:                                  | 19                                     | 20                                     | 21                                     | 22                                     | 23                                     | 24                                     | 25                                     | 26                                     | 27                                     | 28                                     | 29                                     | 30                                     | 31                                     | 32                                     | 33                                     | 34                                     |                                        |                                        |
| Positie:                               | 20                                     | 26                                     | 27                                     | 35                                     | 30                                     | 42                                     | 47                                     | 69                                     | 74                                     | 64                                     | 59                                     | 60                                     | 72                                     | 66                                     | 73                                     | 87                                     | uit                                    |                                        |

### VlaamseUltratop 50
| Hitnotering: 01-10-2011 t/m 11-03-2012 | Hitnotering: 01-10-2011 t/m 11-03-2012 | Hitnotering: 01-10-2011 t/m 11-03-2012 | Hitnotering: 01-10-2011 t/m 11-03-2012 | Hitnotering: 01-10-2011 t/m 11-03-2012 | Hitnotering: 01-10-2011 t/m 11-03-2012 | Hitnotering: 01-10-2011 t/m 11-03-2012 | Hitnotering: 01-10-2011 t/m 11-03-2012 | Hitnotering: 01-10-2011 t/m 11-03-2012 | Hitnotering: 01-10-2011 t/m 11-03-2012 | Hitnotering: 01-10-2011 t/m 11-03-2012 | Hitnotering: 01-10-2011 t/m 11-03-2012 | Hitnotering: 01-10-2011 t/m 11-03-2012 | Hitnotering: 01-10-2011 t/m 11-03-2012 |
| Week:                                  | 1                                      | 2                                      | 3                                      | 4                                      | 5                                      | 6                                      | 7                                      | 8                                      | 9                                      | 10                                     | 11                                     | 12                                     | 13                                     |
| -------------------------------------- | -------------------------------------- | -------------------------------------- | -------------------------------------- | -------------------------------------- | -------------------------------------- | -------------------------------------- | -------------------------------------- | -------------------------------------- | -------------------------------------- | -------------------------------------- | -------------------------------------- | -------------------------------------- | -------------------------------------- |
| Positie:                               | 14                                     | 3                                      | 4                                      | 6                                      | 4                                      | 4                                      | 3                                      | 3                                      | 3                                      | 3                                      | 7                                      | 7                                      | 7                                      |
| Week:                                  | 14                                     | 15                                     | 16                                     | 17                                     | 18                                     | 19                                     | 20                                     | 21                                     | 22                                     | 23                                     | 24                                     |                                        |                                        |
| Positie:                               | 9                                      | 9                                      | 9                                      | 10                                     | 12                                     | 16                                     | 19                                     | 26                                     | 26                                     | 40                                     | 44                                     | uit                                    |                                        |